# KMKM SC
El Kikosi Maalum cha Kuzuia Magendo Sports Club (en español: Club de Deportes de la Fuerza Especial de Prevención Serggling), conocido comúnmente como KMKM, es un equipo de fútbol de Zanzíbar (Tanzania) que participa en la Primera División de Zanzíbar, la liga de fútbol más importante de Zanzíbar.

## Historia
Fue fundado en el año 1965 en la ciudad de Unguja, y tiene la curiosidad de aparte de ganar el título en la Primera División de Zanzíbar, también ganó el título en la Liga tanzana de fútbol en el año 1984 y una Community Shield.
Ha participado en 10 ocasiones en los torneos continentales, donde su mejor participación fue en la Recopa Africana 1978, donde alcanzó los cuartos de final.

## Palmarés
- Liga tanzana de fútbol: 1

1984.
- Primera División de Zanzíbar: 9

1984, 1986, 2004, 2013, 2014, 2019, 2021, 2022, 2023.
- Copa Nyerere : 3

1977, 1982, 1983.
- Copa Mapinduzi : 1

2002.
- Zanzíbar Community Shield: 1

2013

## Participación en competiciones de la CAF
| Temporada | Torneo                            | Ronda            | Club                 | Casa  | Visita | Global |
| --------- | --------------------------------- | ---------------- | -------------------- | ----- | ------ | ------ |
| 1978      | Recopa Africana                   | 1                | Simba FC             | 2-0   | 1-1    | 3-1    |
| 1978      | Recopa Africana                   | Cuartos de final | Mufulira Wanderers   | w.o.1 | w.o.1  | w.o.1  |
| 1983      | Recopa Africana                   | 1                | CAPS United          | 2-3   | 0-4    | 2-7    |
| 1984      | Recopa Africana                   | 1                | Al-Merreikh Omdurmán | 0-1   | 0-1    | 0-2    |
| 1985      | Copa Africana de Clubes Campeones | 1                | Power Dynamos FC     | 0-4   | 1-2    | 1-6    |
| 2005      | Liga de Campeones de la CAF       | Preliminar       | Tusker               | 1-4   | 0-3    | 1-7    |
| 2011      | Copa Confederación de la CAF      | Preliminar       | DC Motema Pembe      | 0-2   | 0-4    | 0-6    |
| 2014      | Liga de Campeones de la CAF       | Preliminar       | Dedebit              | 2-0   | 0-3    | 2-3    |
| 2015      | Liga de Campeones de la CAF       | Preliminar       | Al-Hilal             | 1-0   | 0-2    | 1-2    |
| 2019/20   | Liga de Campeones de la CAF       | Preliminar       | Primero de Agosto    | 0-2   | 0-2    | 0-4    |
| 2021/22   | Liga de Campeones de la CAF       | 1                | Al Ittihad Tripoli   | 0-2   | 0-2    | 0-4    |
| 2022/23   | Liga de Campeones de la CAF       | 1                | Al Ahli Tripoli      | 0-2   | 0-4    | 0-6    |
| 2023/24   | Liga de Campeones de la CAF       | 1                | Saint-George SA      | 1-2   | 1-3    | 2-5    |

1- KMKM abandonó el torneo.